# Elmo di Sutton Hoo
L'elmo di Sutton Hoo è un manufatto sassone dell'Età del ferro germanica rinvenuto dall'archeologo Basil Brown in un tumulo a Sutton Hoo (Inghilterra) nel 1939. Si tratta di un elmo in ferro e bronzo riccamente decorato, caratterizzato dalla presenza di una maschera facciale realistica coprente il volto del portatore.

## Descrizione
L'elmo si compone di un copricapo a campana sul quale sono incernierati i guanciali, il para-nuca e la maschera facciale. Tutte le componenti sono state realizzate collegando tra loro, tramite strisce metalliche, delle piastre di ferro. Le piastre sono riccamente incise: i soggetti raffigurati sono principalmente guerrieri, a piedi o a cavallo, impegnati a lottare tra i morti; dato interessante, alcuni dei soggetti guerrieri hanno il capo protetto da elmi cornuti. Una cresta in metallo attraversa il coppo dalla fronte al retro. La maschera facciale "spalma" su di una base piatta tratti somatici realistici: archetti metallici sopra i fori per gli occhi a mo' di sopracciglio, nasale piatto a rilievo aperto da dei buchi per la respirazione sopra i baffi e le labbra sbalzate. La cresta cranica, le sopracciglia, il naso ed i baffi sono stati impreziositi da una lamina in oro. Il blocco cresta-sopracciglia-naso compone la figura di un uccello ad ali spiegate che vola sulla maschera (la testa del volatile è ripetuta diverse volte lungo la cresta cranica dell'elmo), una testa di cinghiale, rivolta verso l'esterno, decora la plicca degli occhi.
Il British Museum, istituto conservatore del manufatto, ha commissionato la realizzazione di una replica fedele dell'elmo, oggi a disposizione di studiosi e visitatori. Il pezzo originale è stato oggetto di due interventi di restauro: una prima volta nel 1947 ed una seconda nel 1968

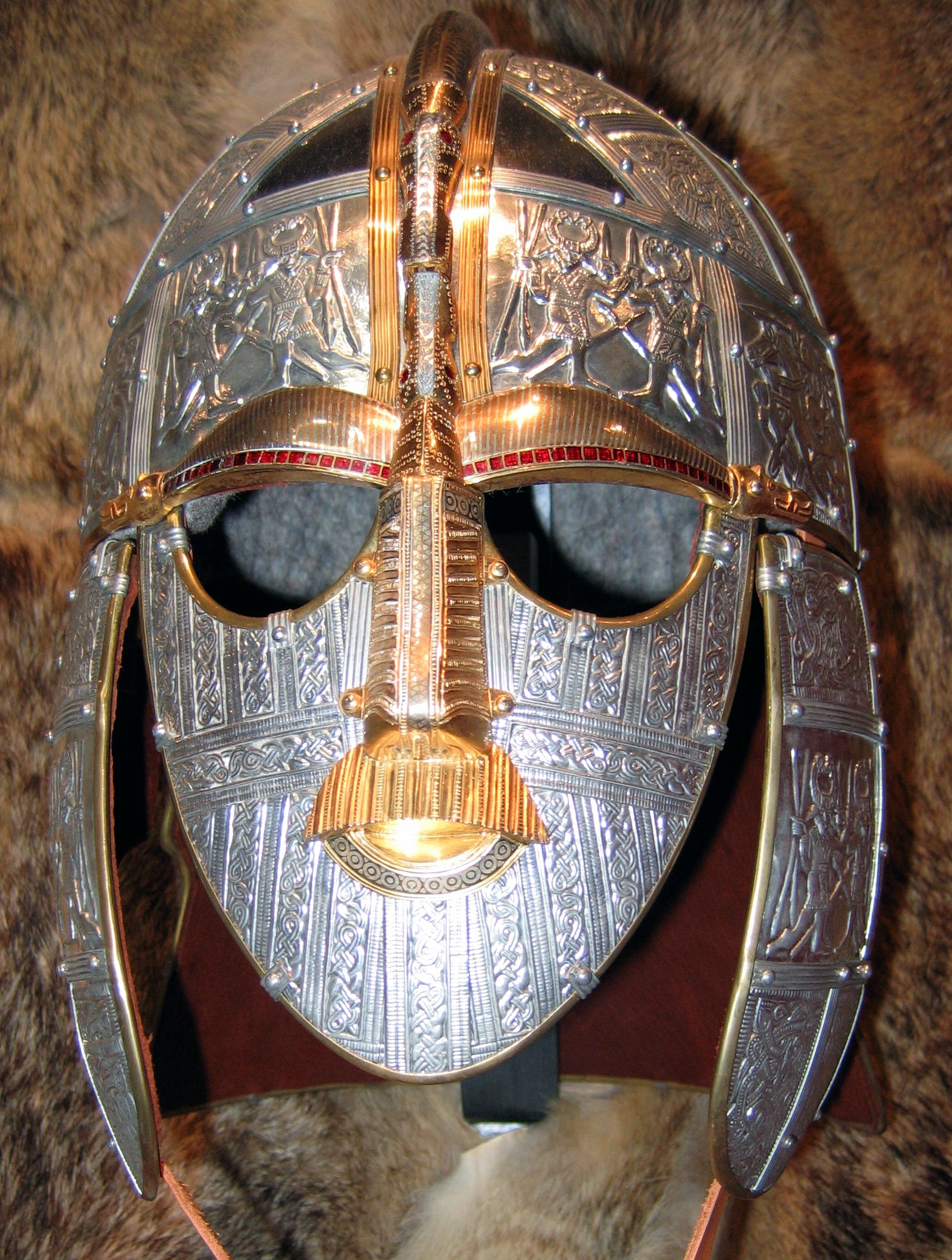
Elmo di Sutton Hoo (replica)
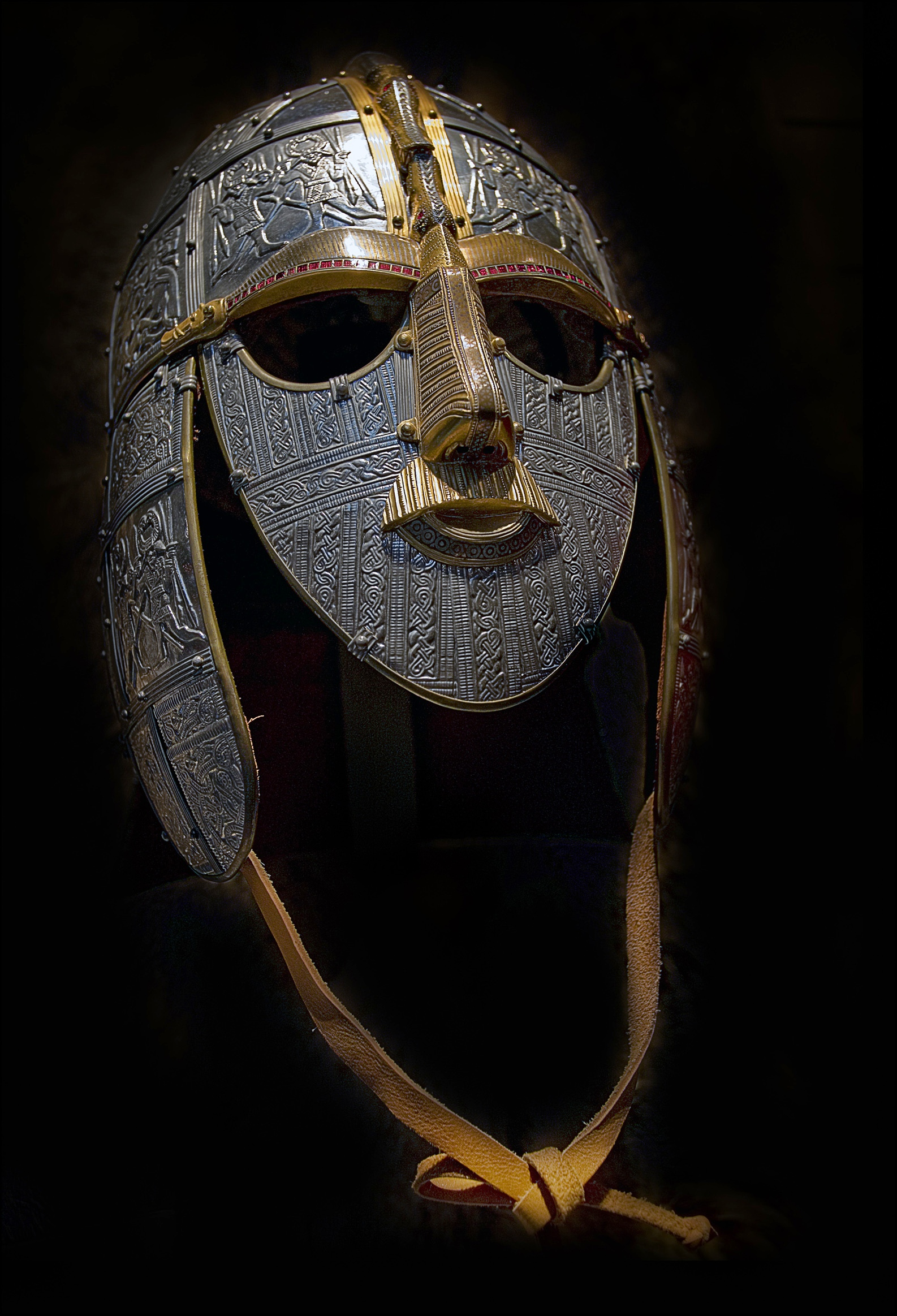
Elmo Sutton Hoo (replica)
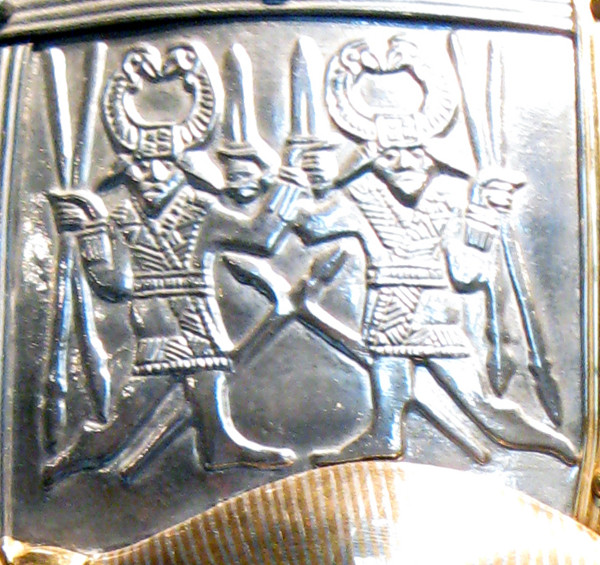
Elmo Sutton Hoo (replica) - particolare delle figure guerriere con elmo cornuto
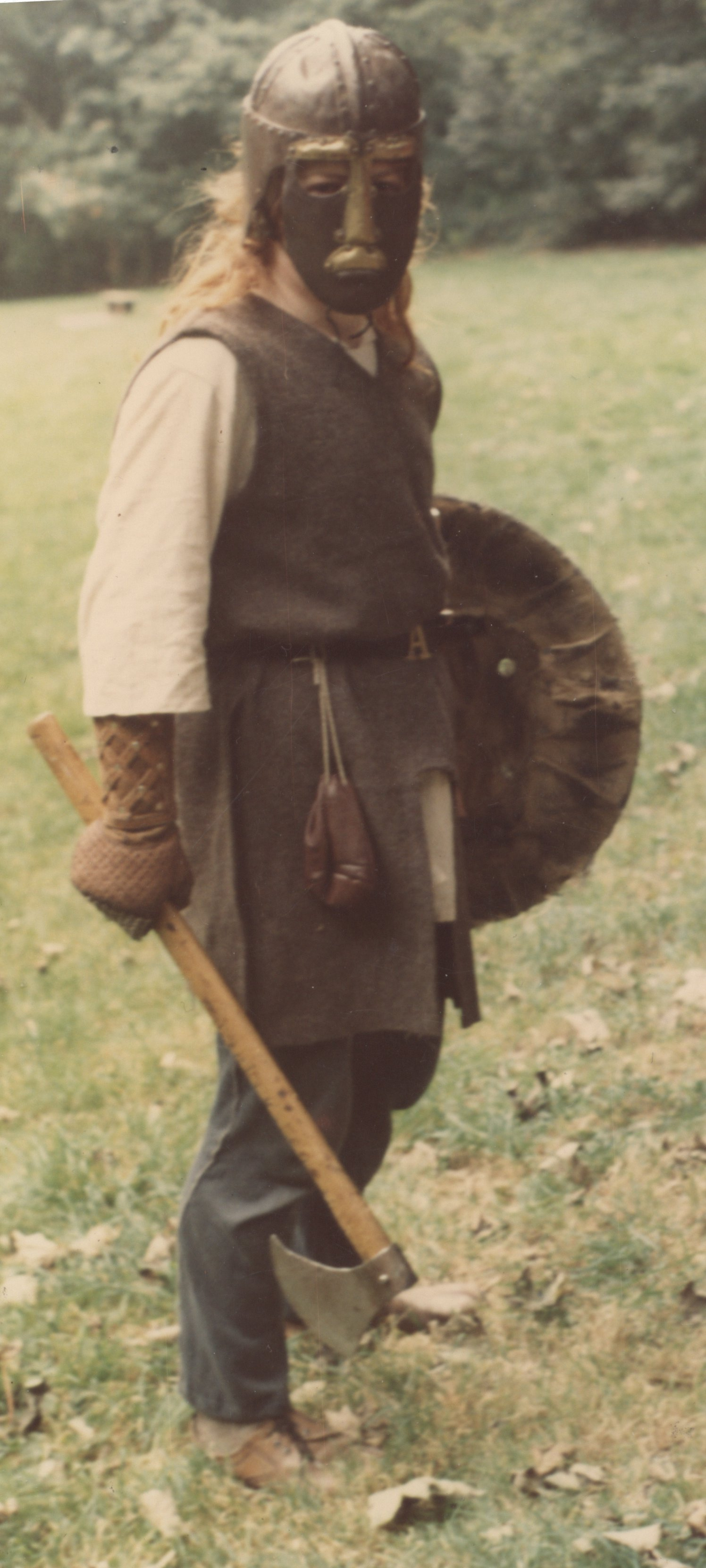
Guerriero sassone con elmo tp. "Sutton Hoo" - rievocazione storica

## Storia
L'Elmo di Sutton Hoo faceva parte del corredo funebre ritrovato nella nave funeraria del sito archeologico n. 1 di Sutton Hoo, località cimiteriale anglosassone dei secoli VI e VII presso Woodbridge, nel Suffolk (Regno Unito). Si tratta di uno dei quattro elmi alto-medievali di fattura scandinava rinvenuti nel Regno Unito: gli altri sono l'Elmo di Benty Grange, l'Elmo di Wollaston e l'Elmo di York.
Gli studiosi ritengono che Sutton Hoo sia il luogo di sepoltura del capo militare Redwald dell'Anglia orientale, morto nel 617 o nel 625, e che l'elmo fosse di sua proprietà, quasi certamente un elmo di tipo "cerimoniale". L'attribuzione a Redwald è però sostanzialmente basata sulla ricchezza del corredo, ritenuta giustificante la sua appartenenza al primo sovrano cristiano anglo a sud del fiume Humber, e non su dati certi.